# Stromness

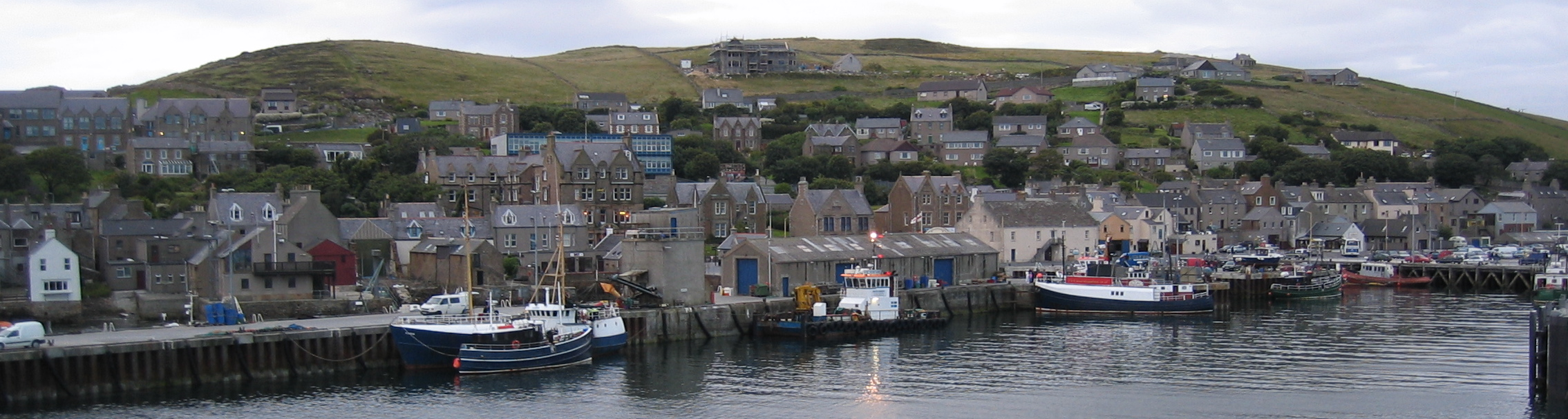
L'approdo di Stromness

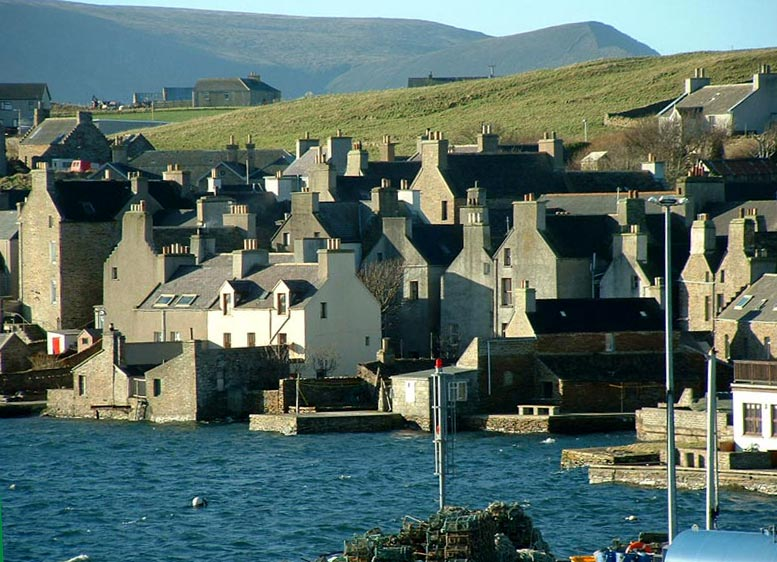
Una veduta di Stromness

Stromness è il secondo insediamento più popoloso (circa 2 000 abitanti) dell'arcipelago scozzese delle Orcadi, è situata sulla parte sud-occidentale dell'isola di Mainland circa 14 km a ovest di Kirkwall e si affaccia sulla baia di Hamnavoe presso il Hoysound, uno degli accessi alla più ampia baia di Scapa Flow.
Stromness è il porto principale dell'arcipelago, da qui partono i traghetti che collegano le Orcadi con la Scozia (Scrabster).

## Il toponimo
Il nome Stromness deriva dall'antico norvegese straumrnes, che significa "promontorio nella corrente o marea", il nome della baia, Hamnavoe, deriva dall'antico norvegese Hamn-vagr ovvero baia del porto (è infatti talvolta chiamata anche "Haven Bay").

## Storia
Il periodo preciso del primo insediamento nell'area della baia non è certo, la Orkneyinga saga narra che nel settembre 1152 il conte Harald Maddadson, in fuga dalla persecuzione da parte dei cugini Erlend e Sweyn Asleifson, cercò rifugio nel castello di Cairston, situato sull'altro lato della baia di Hamnavoe, è plausibile che i primi insediamenti fossero infatti sul lato opposto della baia che presenta una costa più pianeggiante e approdi più agevoli. Intorno al 1620 il vescovo di Orkney fondò, nella parte occidentale della baia, l'attuale città di Stromness.
Il porto ebbe dei periodi di attività molto intensa dall'epoca della guerra fra Inghilterra e Francia (XVII secolo) fino al 1815, quando le navi, per evitare la navigazione nel Canale della Manica, utilizzavano Stromness come ultimo porto prima di intraprendere la navigazione nell'Oceano Atlantico. Nell'area vi erano numerosi pirati, uno dei più celebri fu John Gow, nativo di Stromness le cui vicende ispirarono Walter Scott alla scrittura di The Pirate.
A Stromness facevano regolare tappa anche le navi della Hudson's Bay Company nonché le flotte baleniere britanniche e del New England.